# موقع سحر الأثري
موقع سحر الأثري يقع إلى الشرق من المسمية بـ17كم في منطقة اللجاة في جنوب سورية وفي أرض وعرة صعبة المسالك تحيط بها الصبات البازلتية، يقوم بناء مدرج روماني صغير كان يعتبر مسرح للموسيقى لا تزال بقاياه ظاهرة للعيان، وإلى الغرب منه يقوم بناء لبقايا معبد يوناني قديم وكانت تكثر حوله قطع التماثيل الحجرية ذات الصنع المتقن لعربات تجرها الأسود. وتماثيل بشرية وحيوانية وحجارة تحمل رسوماً وكتابات. وبها بئر ماء جميعه إلى الغرب من المسرح، تعرض المسرح للتدمير والنهب من قبل اللصوص وقد قام المعهد الألماني خلال عامي 1998-1999 بجمع بعض القواعد الحجرية وقطع التماثيل ووضعت على عتبة حجرية في بيت متحف التقاليد الشعبية بدرعاالبلد. كما وتم إجراء تنقيب في المعبد اليوناني وتم العثور على مدفن بداخله من قبل علماء اثار الألمان أيضاً. وقد سلم للدائرة أربع قطع نقدية فضية وبرونزية تحمل وجوه مجسمة وكتابات اربع قطع فقط.